# Serrallonga (Vallespir)
Serrallonga (en francès Serralongue) és un vilatge català de la comarca del Vallespir, a la Catalunya del Nord. Administrativament forma una comuna al departament dels Pirineus Orientals.

## Etimologia
El nom del poble és un derivat de serra, amb l'afegit del sufix llonga (llarga). És, així doncs, un topònim romànic, format ja a partir del llatí tardà o català primerenc.

## Geografia

Situació de la comuna de Serrallonga en el Vallespir

### Localització i característiques generals del terme
El terme comunal de Serrallonga, de 230.400 hectàrees d'extensió, està situat al sud de la zona occidental de la comarca del Vallespir, en contacte amb l'Alt Empordà i la Garrotxa.
La major part del terme de Serrallonga és en una vall, anomenada Vall de Galdares, separada del curs del Tec, llevat d'un únic punt: el lloc on la Ribera de la Menera aflueix en aquest riu. La resta del terme s'articula, precisament, en la part baixa de la vall d'aquesta ribera i en la del seu afluent, la Ribera del Castell. La meitat oriental del terme és el vessant oest de les serres del Morer, del Boixet i del Cogull, a més dels serrats intermedis entre aquestes serres. L'extrem meridional el marquen la Serra Llobera i el Montnegre, que formen la carena principal dels Pirineus, i, enmig dels dos, el Pla de la Muga, que és l'únic lloc on el terme de Serrallonga depassa el límit de la conca del Tec i baixa cap a la de la Muga.
El terme assoleix els 1.425 al Montnegre, i depassa els 1.200 metres en alguns altres cims com la Serra Llobera (1.279), el Serrat de Cogul (1.255), les Torres de Cabrenç (1.326) i el Puig Colom (1.260). El poble és a 699 m alt, i el punt on el terme toca el Tec, a 449. És un terme molt accidentat, però bastant unitari a l'entorn de les dues valls principals que el conformen.
| Prats de Molló i la Presta | El Tec                |                         |
| La Menera                  |                       | Sant Llorenç de Cerdans |
|                            | Albanyà (Alt Empordà) | Costoja                 |

### El poble de Serrallonga

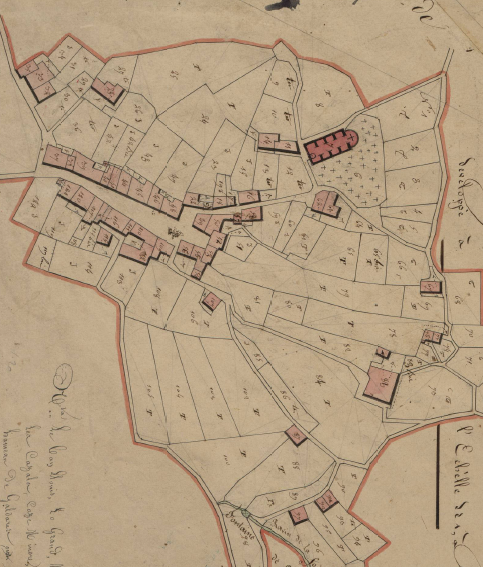
Serrallonga en el Cadastre napoleònic del 1812 (Arxius Departamentals dels Pirineus Orientals, ADPO)

El poble de Serrallonga està situat al nord-oest del terme, aturonat a l'interfluvi de la Ribera de la Menera i la Ribera del Castell. El poble s'aglutina a l'entorn de l'església de Santa Maria de Serrallonga, notable exemplar del romànic català. El poble s'arraïma en una cellera allargassada amb l'església i el cementiri a la part més alta, al nord-est del poble. Fora ja del nucli, a migdia, hi ha les restes del Castell de Serrallonga, actualment un casal en ruïnes, en el qual també hi ha les restes de la capella de Santa Eulàlia. Dalt del turó que domina el poble al nord hi ha el Conjurador de Serrallonga, rar exemplar de comunidor conservat fins als nostres dies. Can Bosquet, abans Can Rocabartella, i Can Coimet, abans Can Faig, són dues de les cases del poble que conserven el seu nom.
En el nucli de Serrallonga fins fa poc es conservaven els noms de les cases del poble, avui dia ja en desús: Ca l'Oliveres, Can Delclòs, Can Fontdecava, Can Poc i Can Talric.
El poble medieval va créixer en època moderna seguint els camins en forma de ravals, però de forma molt moderada. En aquest moment es construí al sud-oest del poble la capella de Sant Antoni de Pàdua de Can Mas, o de les Tres Cases. La creixença de Serrallonga s'ha produït més en els diferents veïnats del terme que en el mateix poble.

### Casa Minora

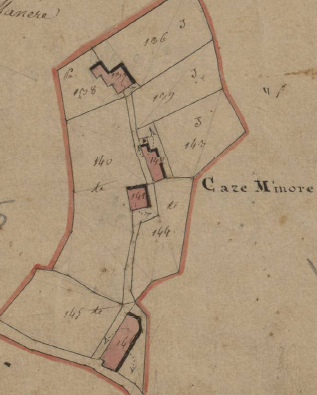
Casa Minora en el Cadastre napoleònic del 1812 (ADPO)

El veïnat de Casa Minora (Menora, en alguns mapes), és molt a prop al sud-oest del poble, seguint el camí que en surt per aquella banda després de deixar enrere la capella de Sant Antoni de Pàdua. Can Mirandès i el Mas pertanyen a aquest veïnat, a part de la petita urbanització que s'hi ha generat. Can Serra, abans Can Fort, és una de les cases del veïnat, i el nom d'altres cases ja és en desús, com Ca l'Artús, Can Delclòs i Can Masardo.
El formen actualment el Carrer de Cabrenç i el Camí de Casa Minora. El veïnat era dalt de la carena que separa les dues valls principals del terme de Serrallonga, la de la Ribera de la Menera, a ponent, i la de la Ribera del Castell, a llevant.
Aquest veïnat apareix perfectament definit en el Cadastre napoleònic del 1812.

### L'Abadia

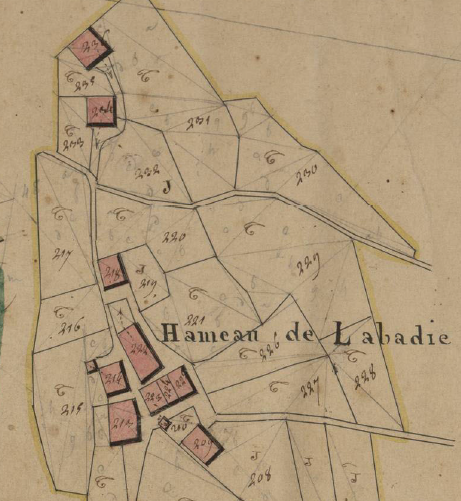
L'Abadia en el Cadastre napoleònic del 1812 (ADPO)

Al sud-oest del poble, també al sud-oest de Casa Minora i una mica més lluny, s'estén el veïnat de l'Abadia, format per les masies de Casa Guillemó, la petita urbanització anomenada Can Guillemó, Can Fabra, Can Batlle i Barragà, entre d'altres.
Hi mena, des del sud, el Camí de Can Batlle.
Aquest veïnat també apareix perfectament definit en el Cadastre napoleònic del 1812.

### La Farga de Galdares

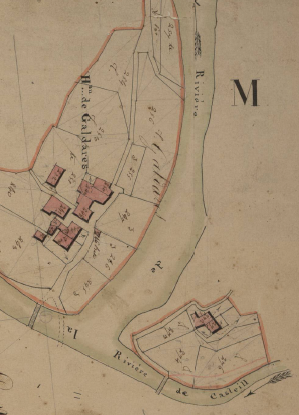
La Farga de Galdares en el Cadastre napoleònic del 1812 (ADPO)

La Farga de Galdares, o, simplement, Galdares, és el veïnat més septentrional del terme de Serrallonga. És a l'esquerra de la Ribera de la Menera, en un ample meandre d'aquest curs d'aigua. Actualment passa per aquest veïnat la carretera departamental (D - 44), que enllaça el poble de Serrallonga amb la carretera general, la D - 115.
És un altre dels veïnats que apareixen perfectament definits en el Cadastre napoleònic del 1812.

### El Grau

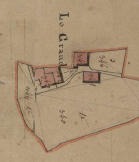
El Grau en el Cadastre napoleònic del 1812 (ADPO)

A prop del poble de Serrallonga, al nord-est, a la dreta de la Ribera del Castell, hi ha el veïnat del Grau, amb la masia de Can Faig i la capella de Sant Miquel del Faig situades al capdamunt de la carena dessota de la qual es troba la major part del veïnat del Grau.
Igualment, aquest veïnat apareix perfectament definit en el Cadastre napoleònic del 1812.

### Els Casals, o Can Lilo

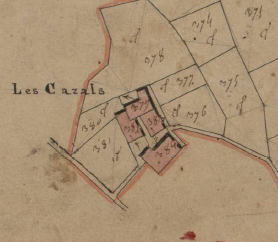
Els Casals en el Cadastre napoleònic del 1812 (ADPO)

A prop al nord-oest del Grau, a l'esquerra de la Ribera de la Menera, es troba el veïnat dels Casals, o de Can Lilo, de vegades escrit Liro (nom de la principal masia), amb la masia, també, de Can Ragot, enfilades al nord-oest de les cases d'aquest veïnat que són al peu de la carretera D - 44.
Aquest veïnat també apareix perfectament definit en el Cadastre napoleònic del 1812.

### Can Lluís

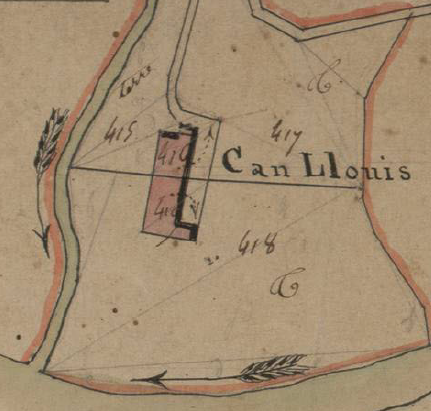
Can Lluís en el Cadastre napoleònic del 1812 (ADPO)

Can Lluís és actualment una masia aïllada, però que en el Cadastre napoleònic del 1812 apareix diferenciada com a petit nucli aïllat del terme. És a la dreta de la Ribera del Castell, a llevant del poble de Serrallonga, a prop de la carretera D - 64, que enllaça Serrallonga amb Sant Llorenç de Cerdans. Casa Jordi, situada a prop al nord de Can Lluís i al sud del Grau devia pertànyer a aquest veïnat, així com Casa Pieri, situada al sud-oest, en el vessant de muntanya situat a l'esquerra de la Ribera del Castell.
Igualment, aquest veïnat apareix perfectament definit en el Cadastre napoleònic del 1812.

### Els Masots

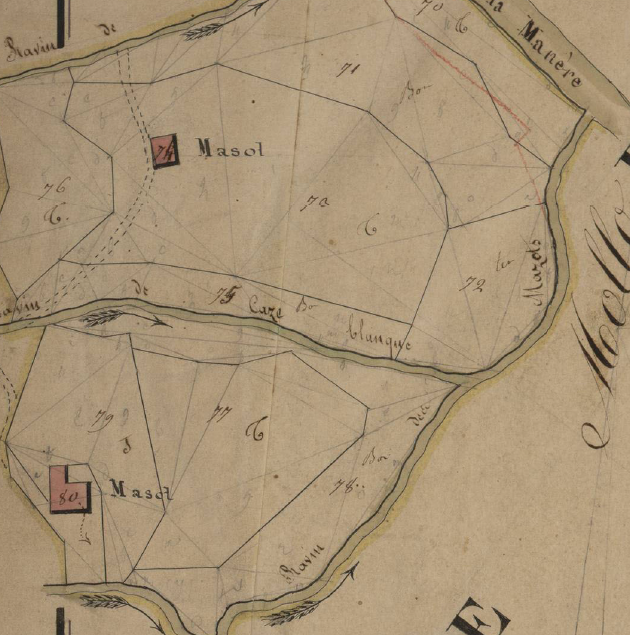
Els Masots en el Cadastre napoleònic del 1812 (ADPO)

Els Masots és un veïnat dispers de masos situat a la zona de ponent del terme de Serrallonga, en el coster del sud-est del Puig de la Rondinaire, a l'esquerra de la Ribera de la Menera, al lloc on aflueixen en aquest corrent d'aigua els còrrecs dels Masots, de Casa Blanca i de Can Fila.
Com en tots els anteriors, aquest veïnat apareix perfectament definit en el Cadastre napoleònic del 1812.

### Els Ballesters

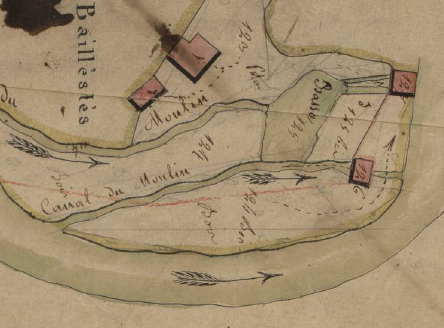
Els Ballesters en el Cadastre napoleònic del 1812 (ADPO)

El veïnat dels Ballesters era un altre dels veïnats de Serrallonga situats en el sector occidental del terme. Actualment quasi del tot desaparegut -només en queden algunes ruïnes-, era a l'esquerra de la Ribera de la Menera, a prop a llevant d'on s'hi aboca el Còrrec de la Solana del Bardot.
De la mateixa manera que els anteriors, aquest veïnat apareix perfectament definit en el Cadastre napoleònic del 1812.

### La Font de Baix
Annex a llevant del mateix nucli de Serrallonga hi ha la moderna urbanització de la Font de Baix. Algunes de les cases antigues que pertanyen a la Font de Baix tenien un nom, avui dia ja entrat en desús: Ca l'Espar, Can Costa i Can Planes.

### El Castell de Cabrenç, o de Cabrenys
Al sud-oest de Serrallonga, al límit amb la Menera, hi ha les restes del Castell de Cabrenç, actualment denominat les Torres de Cabrenç o Cabrenys, amb la capella de Sant Miquel del Castell de Cabrenç.

### Els masos del terme
Els masos del terme de Serrallonga, força nombrosos, són el Barragà de Baix, el Barragà de Dalt, el Boixet, Cal Cassó, abans Sunyer, Cal Teixidor, abans Can Boix, Can Batlle, Can Cabanya, Can Cabrer, Can Carlí, abans els Ballesters, Can Catllar, Can Fabra, Can Faig, Can Fila, Can Guillemó, al voltant de la qual masia s'ha format una urbanització moderna, Can Lluís, Can Lluqueta, Can Magrià, abans Mas Magrià, Can Mateu, o la Ferranda, Can Mirandès, Can Pagot, o Mas d'en Pagot, Can Peitaví, Can Pelat, o el Pelat, Can Ragot, abans Mas Ferrer, Can Roig, Can Ronyeta, Cantallops, Can Toni, Ca n'Udet, Can Vierdo, abans els Ballesters, Can Xeixa, Can Xernal, Casa Blanca, Casa Jordi, Casa Madó, Casa Pierris, el Castell, abans Cortal d'en Pagot, o de l'Espar, la Collada, abans Mas de la Collada, les Colomines, abans les Colomines de Baix, el Cortal de Fornells, el Cortal del Faig, el Cortal del Morer, el Cortal dels Masots, el Faig, Falgós, la Fargassa, Font Cremat, Fornells, la Llobera, el Mas, o Can Bosc, els Masots, Mas Mingo, Molí Benc, Molí de Casa Pierris, el Morer, la Pallera del Camp de les Bigues, la Pomereda i la Serradora de Galderes. Alguns són ja noms antics, ara en desús, com el Cortal de Can Mateu, el Mas del Siure i el Molí del Castell, abans d'en Pagot, o de l'Espar; d'altres, encara, són en ruïnes, com el Cortal de la Coma Gran, abans la Colomina de Dalt, el Cortal dels Ballesters, els Cortals, el Mas, el Molí de la Pomereda, la Pallera, o abans Can Llença, els Talls de Baix, els Talls de Dalt, la Teuleria Vella del Ballester. El Molí de Can Vierdo, abans Molí Nou del Ballester, i el Molí Vell del Ballester són desapareguts. Cal destacar, com a altres elements aïllats en el terme relacionats amb l'activitat humana la Creu del Mas, i els dòlmens de l'Abeurador del Cavall de Rotllan i la Caixa de Rotllan, dòlmens documentats, però no localitzats per ara. Finalment, esment a part mereix el Vilatge Naturista.

### Hidrografia

#### Cursos d'aigua
Tot i que el Tec només toca breument l'extrem del terme de Serrallonga, aquest riu continua essent la referència de tot el sistema hidrològic del terme, ja que tots els altres cursos d'aigua del terme en són afluents. La Ribera de la Menera, o de Galdares, és el curs d'aigua principal. Procedeix de la Menera, i s'aboca en el Tec. La Ribera del Castell és el segon en importància; també prové del terme de la Menera i aflueix en la Ribera de la Menera a la Farga de Galdares, al nord del poble de Serrallonga.
La Ribera de la Menera, dins del terme de Serrallonga, rep les afluències del Torrent Fosc, amb el Còrrec de Puig Colom, del Còrrec del Roc del Duc, del de l'Oratori, del de Can Guillemó, del de la Cadena, del de la Millatera, que hi aporta el de la Solana d'en Bardot, el de la Costassa, el de l'Esquirolet, el dels Masots, amb el de Casa Blanca, el de Can Fila, el de Prat Petit, el de l'Abadia, que hi aporta els còrrecs de l'Espinàs, de Mascaró, del Campàs, del Faig, el Clot del Faig, amb el Còrrec de la Llosa, el Còrrec dels Talls d'en Martí i el del Barragà, el Còrrec del Salitar, el de la Llobera, el de la Boixetera, el de les Marrades, el de Sant Antoni, el de la Font, el de Bac Petit, el de la Creu de Benet, el de la Godrena, el de la Casa Nova, el de Canidell, el de la Collada, la Ribera del Castell i, ja a prop del Tec, el Còrrec del Patacaire, amb el del Seguer.
La Ribera del Castell, que té un recorregut més llarg que l'anterior, un cop dins del terme de Serrallonga, rep el Còrrec de la Greixonada, el de la Verneda, el de les Rebedores, el dels Pins, el de Roca del Corb, el del Roc Rodon, el de la Cana Grossa, el de les Balmes, el de la Font de la Xalada, o de l'Eixalada, el de la Collada de Morenàs, el de Can Toni, que hi aporta el de la Font de la Cadena, el de Fornells, el de la Castanyeda, el de Parpal, i la Ribera dels Cortals. Aquesta darrera, de llarg recorregut, porta tot de còrrecs afluents. Des de la capçalera, el Còrrec de Dona Morta, amb el del Pla de Falgós i el de Cogull, el Còrrec del Pla de la Muga, el Còrrec de Montnegre, el de Puig Cogull, el del Solà, el dels Ridorters, el de Morenàs, el del Coll dels Llops, el Clot de la Font Negra i el Còrrec del Pelat, abans d'ajuntar-se amb la Ribera del Castell. Aigües amunt, la Ribera del Castell continua rebent tot d'afluències: el Còrrec de l'Escall, el d'en Rabixant, el del Pla de la Creu, el de la Font de Baix, el de la Coma Gran, que hi aporta els còrrecs de Bac Verd, el de les Colomines, el de Puig Forcat, el de Sagarrons, el d'en Nebot. Encara més al nord, la Ribera del Castell rep encara el Còrrec de l'Era de Prim, amb el dels Talls de Cerdanya, el Còrrec de Can Lluís, el de les Vernedes, el del Grandaller, el de la Font de la Collada i el dels Ponters.
Just al racó sud-est del terme de Serrallonga neix la Ribera de Falgós, anomenada Còrrec de Falgós dins de Serrallonga, que en el seu tram final entre en el terme de Costoja, on s'aboca en la Ribera de Vila-roja. Aquest torrent rep el Còrrec de la Serra Llobera, el de les Maçanes, el del Coll de les Maçanes, el de Font Cremat i el del Solà de l'Orri. A prop, al nord, i fent de límit amb Sant Llorenç de Cerdans, hi ha el Còrrec de l'Orri. A l'extrem sud-oest del terme hi ha el Còrrec de Cap de Ca, que neix a Serrallonga, però de seguida davalla cap a la Menera, per tal d'esdevenir afluent de la Ribera de la Menera.

### Evolució de la població

Població 1962-2008

### Adscripció cantonal

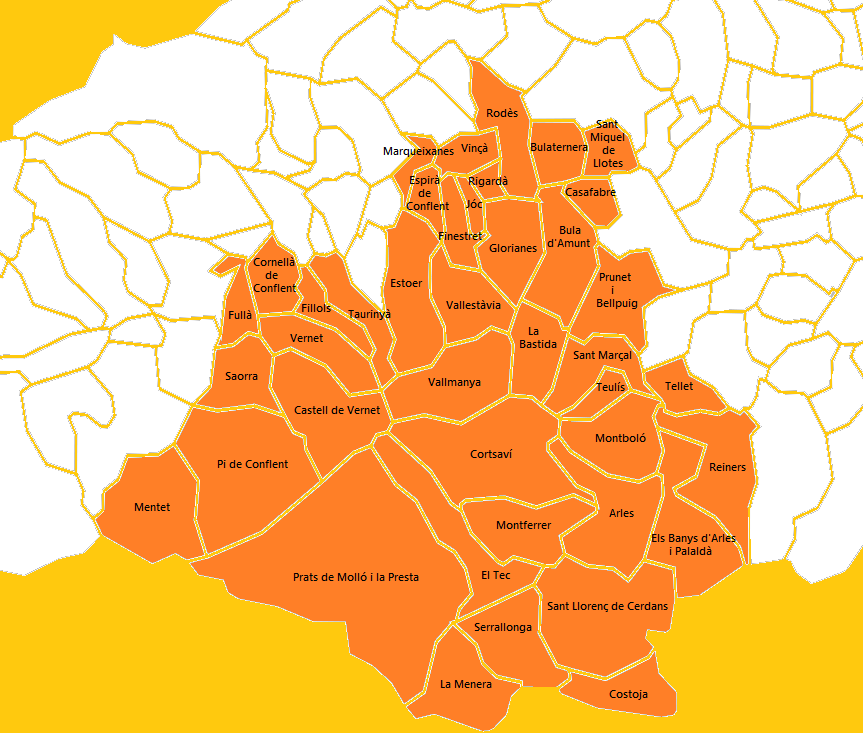
Mapa del Cantó del Canigó

## Ensenyament i cultura

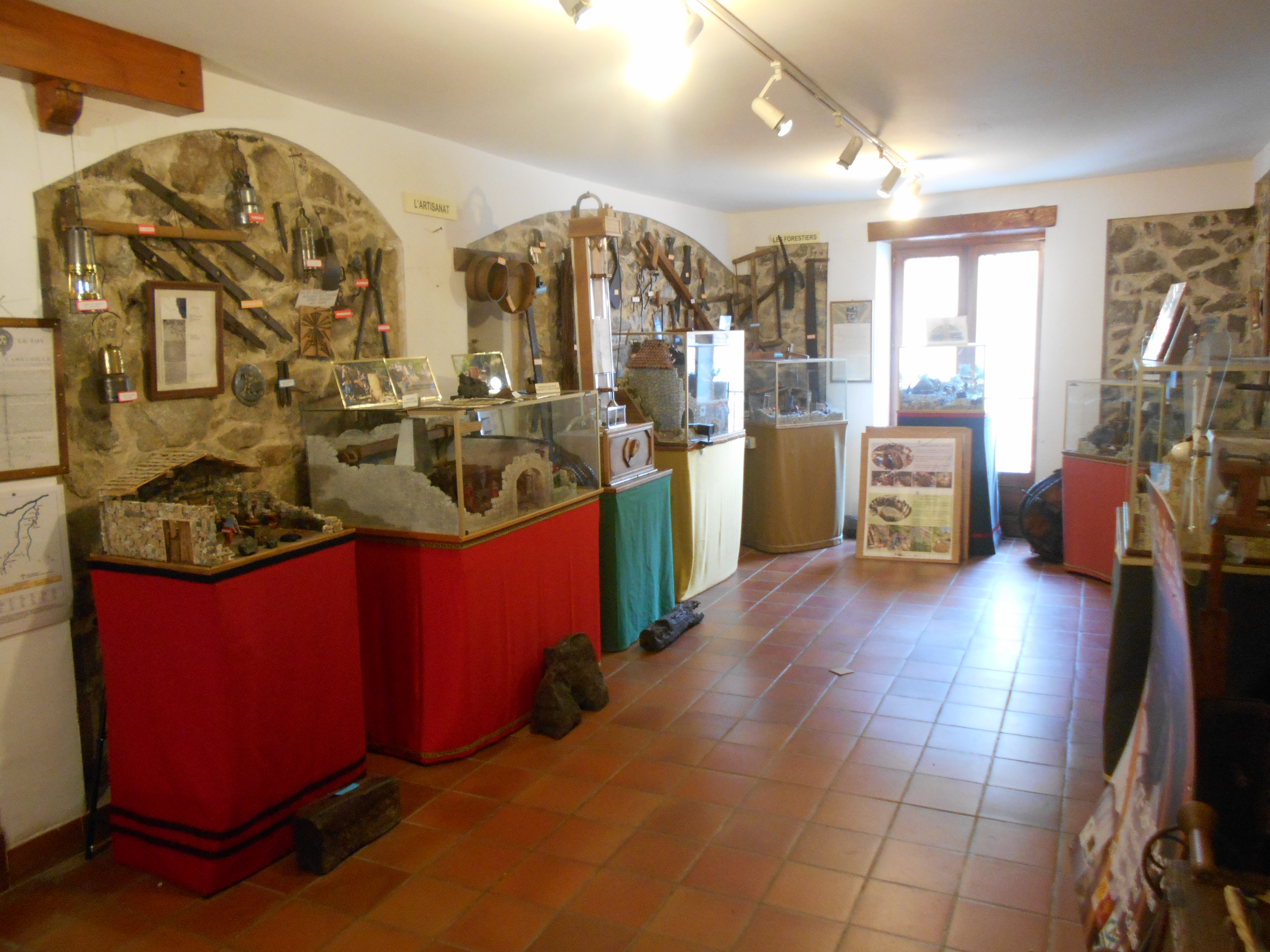
Museu de Serrallonga

## Llocs d'interès

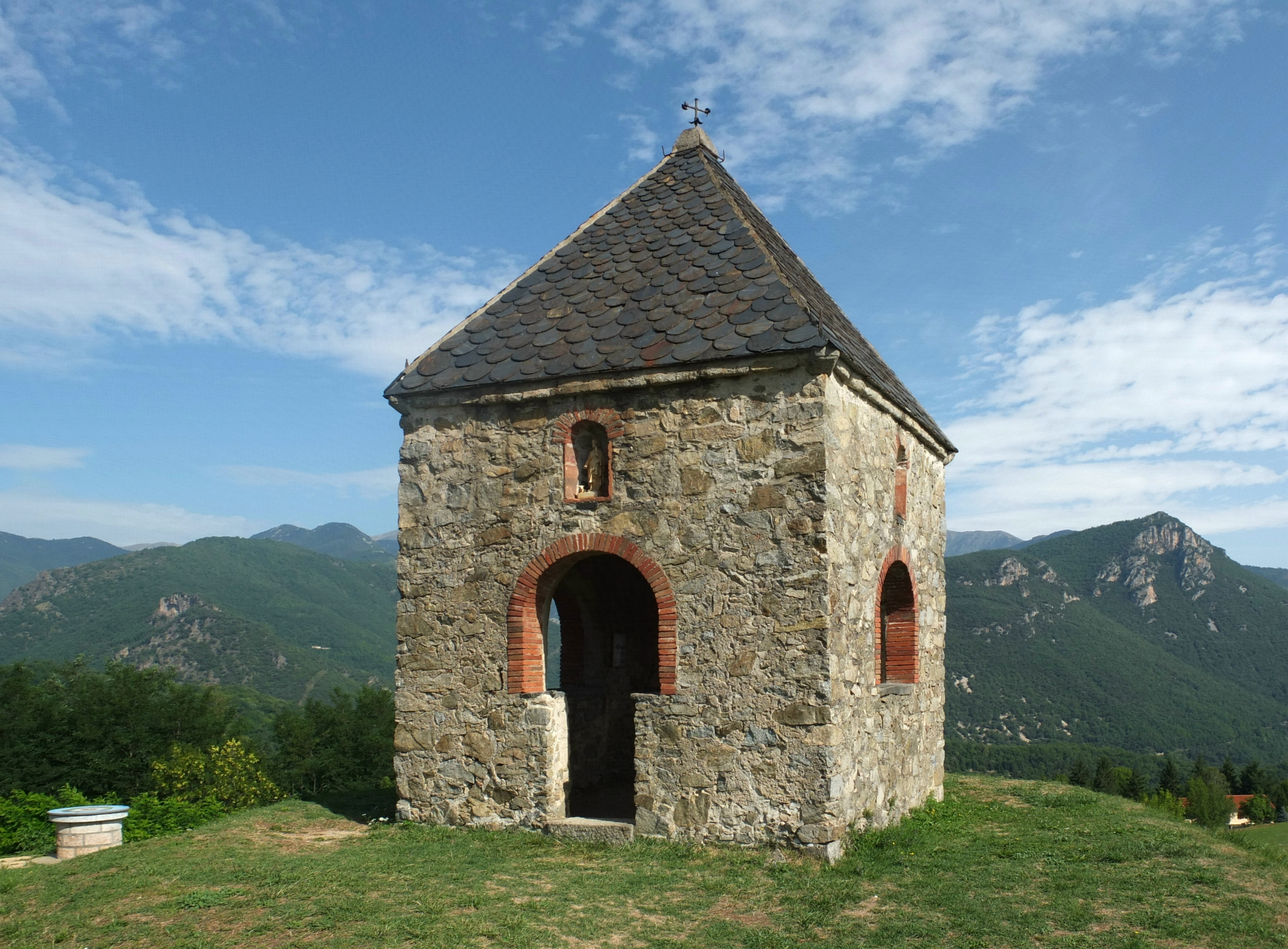
El Conjurador de Serrallonga